# Carlos Alberto Parra-Osorio
Carlos Alberto Parra-Osorio (Medellín, 1975) es un botánico colombiano. Obtuvo su licenciatura en biología por la Pontificia Universidad Javeriana. Recibió su doctorado por la Universidad de Melbourne, Australia, en 2009, defendiendo la tesis A phylogenetic analysis of the bloodwood eucalypts (Myrtaceae).
Está particularmente interesado en las Myrtaceae y Myricaceae.

## Publicaciones
- 2014. Two new species of Myrtaceae from Colombia". Novon ISSN: 1055-3177 ed. Missouri Botanical Garden 23 (4): 437 - 441

- 2014. "Sinopsis de la familia Myrtaceae y clave para la identificación de los géneros nativos e introducidos en Colombia". Revista De La Academia Colombiana De Ciencias Exactas, Físicas Y Naturales ISSN: 0370-3908 ed. Universidad Nacional De Colombia Sede Bogotá 38(148): 261 - 277

- 2008. CARLOS ALBERTO PARRA OSORIO, MICHAEL BAYLY, ANDREW DRINNAN, FRANK UDOVICIC, PAULINE LADIGES. "Phylogeny, major clades and infrageneric classification of Corymbia (Myrtaceae), based on nuclear ribosomal DNA and morphology" . Australian Systematic Botany ISSN 1030-1887 ed. 22 (5): 384- 399

- 2008. MICHAEL BAYLY, FRANK UDOVICIC, ADELE GIBBS, CARLOS ALBERTO PARRA OSORIO, PAULINE LADIGES. Ribosomal DNA pseudogenes are widespread in the eucalypt group (Myrtaceae): implications for phylogenetic analysis". Cladistics ISSN: 0748-3007 ed. 24 (2): 131 - 14

- 2006. ETS sequences support the monophyly of the eucalypt genus Corymbia (Myrtaceae). Austria Taxon ISSN: 0040-0262, ed. 55 (3): 653 - 663

- 2005. "Primer registro de Spathelia L. (Rutaceae) y una nueva especie del género para Colombia". Colombia Caldasia ISSN: 0366-5232, ed. Unibiblos Publicaciones Universidad Nacional De Colombia 27 (1): 17 - 23

- 2004. "Primer registro de Calyptranthes cuspidata (Myrtaceae: Myrciinae) para Colombia." Colombia Caldasia ISSN: 0366-5232, ed. Unibiblos Publicaciones Universidad Nacional De Colombia 26 (1): 323 - 326.

- 2003. "Redescubrimiento de Myrrhinium atropurpureum var. octandrum (Myrtaceae: Myrtinae) en Colombia" . Colombia Caldasia ISSN: 0366-5232, ed. Unibiblos Publicaciones Universidad Nacional De Colombia25 (2): 229 - 233

- 2002. "Dos nuevas especies de Myrtaceae de Colombia". Colombia Caldasia ISSN: 0366 5232, ed. Unibiblos Publicaciones Universidad Nacional De Colombia 24 (1): 95 - 102.

- 2001. "Una nueva especie de Calyptranthes Sw. (Myrtaceae) de Colombia". Colombia Caldasia ISSN: 0366-5232, ed. Unibiblos Publicaciones Universidad Nacional De Colombia 23 (2): 435 - 439.

- 2001. "Publicaciones de Gustavo Lozano Contreras (1938-2000) durante su carrera como Botánico en el Instituto de Ciencias Naturales de la Universidad Nacional de Colombia." Colombia Caldasia ISSN 0366-5232, ed. Unibiblos Publicaciones Universidad Nacional De Colombia 23 (2): 345 - 350.

## Honores
- Special Postgraduate Studentship,The University of Melbourne - octubre de 2008.

- Mención laureada por el trabajo de tesis elaborado como requisito parcial para obtener el título de biólogo en la Universidad Javeriana, Pontificia Universidad Javeriana - Puj - Sede Bogotá - de 1998

- Miembro - Andrew Mellon fellowship program for Latin American graduate students, New York Botanical Garden , 1999

- Miembro - Alwyn H. Gentry fellowship program for South American researchers, Missouri Botanical Garden, 2003.

- Melbourne International Fee Remission Scholarship (MIFRS) - Melbourne International Research Scholarship (MIRS), The University of Melbourne, 2005.

- Galardón del Hansjorg Eichler Research Fund, Australian Systematic Botany Society, 2006.

- Albert Shimmins Postgraduate Writing-Up Award, The University of Melbourne, diciembre de 2008.

- La abreviatura «Parra-Os.» se emplea para indicar a Carlos Alberto Parra-Osorio como autoridad en la descripción y clasificación científica de los vegetales.[4]